# Augustin Planque
Augustin Planque (Chemy, 25 luglio 1826 – Lione, 21 agosto 1907) è stato un missionario e presbitero francese.
Per quarantott'anni fu a capo della Società delle missioni africane, a partire dal 1859, in seguito alla morte del fondatore Melchior de Marion-Brésillac. Nel 1876, fondò la congregazione delle Suore missionarie di Nostra Signora degli Apostoli.

## Formazione
Nacque in un ambiente rurale. Dopo un anno passato a Lilla, Augustin Planque entrò al seminario minore di Cambrai. Strinse amicizia con Amand-Joseph Fava (futuro vescovo di Grenoble) e Anselme Bruniaux (futuro padre generale dei Certosini). Verso la fine degli studi al seminario maggiore, fu nominato professore al collegio di Marcq-en-Barœul, poi direttore legale del collegio di Bergues. Fu ordinato presbitero il 21 dicembre 1850. Da Bergues, don Planque che era divenuto membro della Società di San Bertino, passò a Marcq, poi al seminario di Arras come professore di filosofia.

## L'ingresso nelle Missioni africane
Il 23 marzo 1856, lesse su L'Univers un articolo firmato da un certo mons. de Marion-Brésillac che voleva fondare una Società per l’evangelizzazione dei paesi più abbandonati dell’Africa. Dopo due mesi di riflessione, si propose e ricevette, alla fine di maggio, questa risposta: «Avrei bisogno di qualcuno come voi…». Don Planque arrivò a Lione il 6 novembre 1856 e trovò un alloggiamento povero, la cassa vuota, qualche candidato e un vescovo spesso assente. Monsignor de Brésillac gli affidò la direzione del seminario e l'8 dicembre 1856 lo condusse con altri a Fourvière per consacrare alla Madonna l’Istituto nascente. Nel 1858, i primi tre missionari partono per la Sierra Leone, seguiti nel 1859 da altri tre, fra cui monsignor de Brésillac.

## A capo delle Missioni Africane

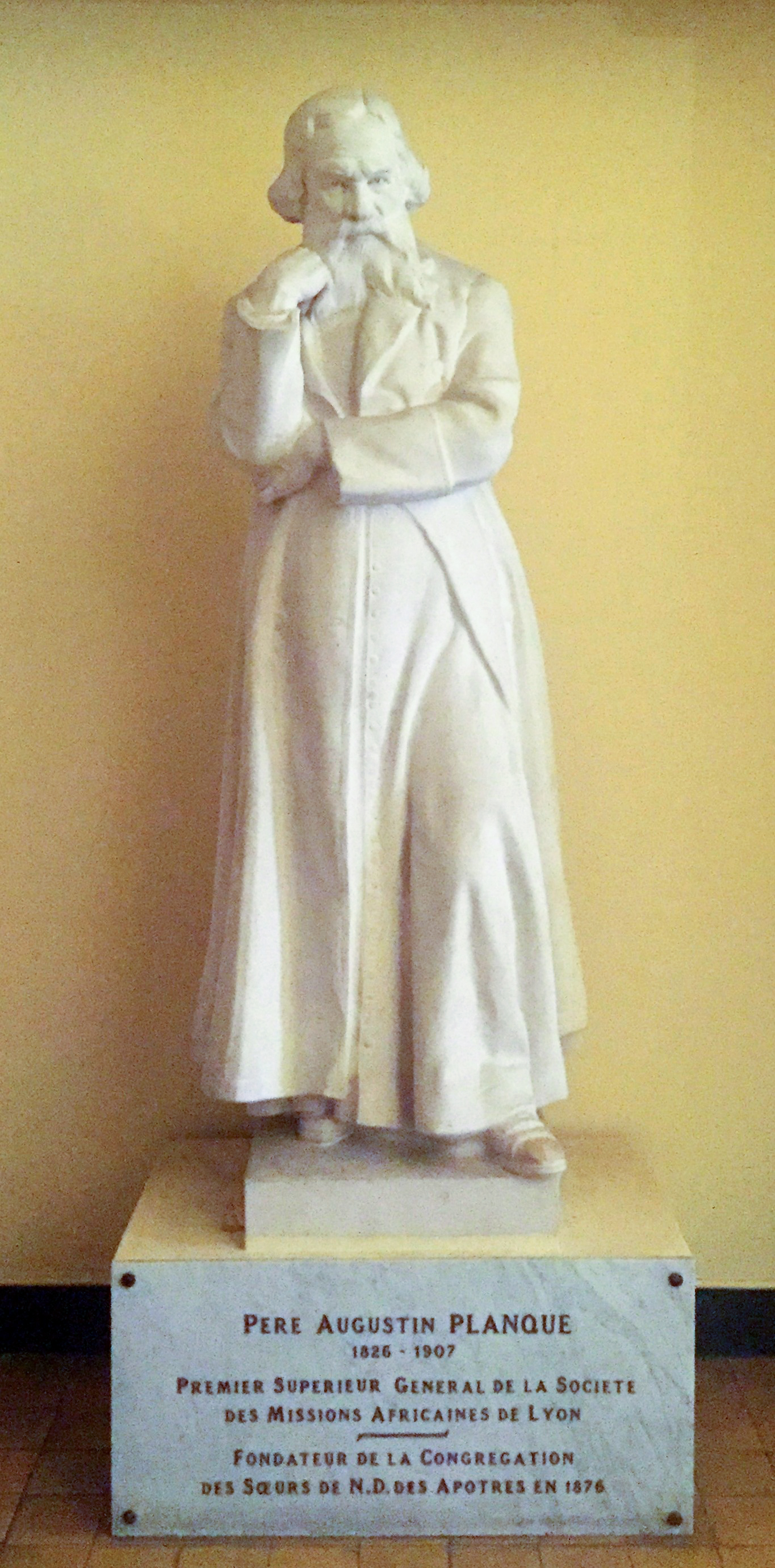
Statua di Augustin Planque al Museo africano di Lione.

Nell'agosto del 1859, il padre Planque fu colpita da un incredibile dolore quando ricevette le lettere di mons. Kobès e di M. Seignac de Lesseps che gli annunciavano la morte del fondatore e dei suoi compagnoi a Freetown in Sierra Leone, in seguito a un'epidemia di febbre gialla.

L’arcivescovo di Lione e altri gli consigliarono di abbandonare la Società missionaria, ma si ricordò allora delle parole di monsignor de Marion-Brésillac: 
 Partì per Roma e presentò a papa Pio IX il suo rapporto sulla catastrofe, aggiungendo: 
 – 
Divenuto responsabile della Società delle Missioni Africane, padre Planque rinnovò l’appello di monsignor de Marion-Brésillac e arrivarono nuovi candidati. Nel 1861, in rue de la Guillotière, fu inaugurato il nuovo seminario, e lo stesso anno, nel mese di gennaio, partirono i primi missionari per il Dahomey.

Nel 1867 fu nominato pro-vicario apostolico senz'alcuna esperienza dell’Africa nera e senza essere vescovo: dovette perciò superare numerose opposizioni. Si vide tacciato 
 Decise tuttavia di continuare la missione ricevuta dal fondatore e approvata dalla Chiesa per mezzo della Congregazione di Propaganda Fide.

## Fondatore delle Suore missionarie di Nostra Signora degli Apostoli
Fin dagli esordi, i primi missionari domandavano con insistenza religiose che potessero aiutarli. Dopo difficili tentativi con diverse congregazioni francesi, decise di formare lui stesso delle volontarie per questa missione particolare. Nel maggio del 1876, il noviziato aprì le sue porte alle prime Suore di Nostra Signora degli Apostoli. Oltre ai problemi materiali, occorreva organizzare l’abitazione, la formazione, il soggiorno in Africa. Alle suore trasmise il suo ideale: 

## Al centro delle opposizioni
Padre Planque doveva provvedere al governo di due istituti che numerose difficoltà. Si aggiungeva la preoccupazione quotidiana per trovare le risorse per i missionari in formazione e per quelli che erano in Africa. Per tutta la vita, padre Planque andò a tendere la mano, imponendosi specialmente delle spossanti questue per la città di Lione. Ma ebbe presto ben altre preoccupazioni. Nel 1870, la Francia fu percorsa da un'ondata di anticlericalismo, e una legge soppresse tutte le congregazioni religiose. Padre Planque salvò i suoi istituti, facendo leva sul carattere civilizzatore dell'attività missionaria. Nel 1876, alcuni confratelli di Nizza e di Città del Capo in Sudafrica ordirono una cabala contro di lui, accusandolo di incompetenza. Lo stesso arcivescovo di Lione, Louis-Marie-Joseph-Eusèbe Caverot, arrivò a dubitare delle sue capacità. Padre Planque ne fu profondamente mortificato e pensò di dare le dimissioni. Ma sostenuto e incoraggiato dal suo amico monsignor Fava, vescovo di Grenoble, andò avanti.

## Due istituti solidamente fondati
Padre Planque dovette anche attendere all’elaborazione delle costituzioni che richiedevano lunghe trattative con Propaganda Fide. Fu solamente il 1º novembre 1890 che ricevettero il decreto di lode e giunsero nelle Missioni solo nell'estate del 1891. Suscitarono malcontento: 
 Si ritenne padre Planque responsabile del ritardo e lo si accusò d’aver tradito lo spirito del fondatore. Le contestazioni continuarono fino all’approvazione finale, il 23 agosto 1900. Le costituzioni delle Suore di Nostra Signora degli Apostoli furono approvate il 27 giugno 1904.
Nonostante tutti gli ostacoli, la Società delle Missioni Africane s'ingrandì. Nel 1891, padre Jean-Baptiste Chausse fu nominato vicario apostolico delle Coste di Benin. Fu il primo vescovo della Società dopo il fondatore. Il 28 agosto 1900, la celebrazione del giubileo sacerdotale di padre Planque consacrò la riconoscenza unanime per il suo lavoro. Nel gennaio del 1902, monsignor Pellet, successore di monsignor Chausse, assunse le funzioni di vicario generale.
Morì il 21 agosto 1907 e fu sepolto nella collina di Fourvière. I suoi resti furono trasferiti nel 1927 al seminario delle Missioni Africane, in corso Gambetta, a Lione, ove si trovano fino ad ora.